# Noureddine Benouar
 (février 2016).
Si vous disposez d'ouvrages ou d'articles de référence ou si vous connaissez des sites web de qualité traitant du thème abordé ici, merci de compléter l'article en donnant les références utiles à sa vérifiabilité et en les liant à la section « Notes et références ».
Noureddine Benouar  est un homme politique algérien. Il fut nommé ministre du Tourisme du Gouvernement Ouyahia III en mai 2003. Député à l'Assemblée populaire nationale, il est membre de la commission économique et président du groupe parlementaire d'amitié Algérie-Russie.